# تعجر الجفن
تعجر الجفن (بالإنجليزية: Blepharophyma)‏ هو انتفاخ مزمن في جفن العين، عادة ما يكون سببه فرط تنسج الغدد الزهمية.:693